# Darstellungsspiel
Das Darstellungsspiel ist eine Spielgattung, bei der Tiere, menschliche Charaktere, ein bestimmter Vorgang oder ein historisches Ereignis von den Spielenden rezipiert, interpretiert und wiedergegeben werden. 

## Begriff
Der Begriff „Darstellung“ beinhaltet zunächst nur die Präsentation einer bestimmten Wirklichkeit in spielerischer Form. Diese kann in einer bloßen Wiedergabe der visuellen, akustischen oder kinästhetischen Eindrücke durch den Spielenden bestehen, aber auch von dem Willen getragen sein, bestimmte Botschaften, etwa religiöser oder gesellschaftskritischer Natur, zu vermitteln. Der Anthropologe Hans Scheuerl sieht im „Auseinandertreten von Darstellern und Zuschauern“, von Bühne und Saal, den wesentlichen Unterschied zum „Schauspiel“. Er spricht von einem „fließenden Übergang“, dem im Spiel der Kinder jedoch noch kaum Bedeutung zukomme. Als wesentliches Charakteristikum des Darstellungsspiels bezeichnet Scheuerl den Umstand und die Motivation der Kinder, „virtuell über Motorräder, Rennwagen, Ozeanriesen oder Düsenflugzeuge herrschen“, sich „in Luftschlössern ergehen“ und mit Helden ihrer Fantasie identifizieren zu können.

## Phänomen
Das Darstellungsspiel braucht nicht unbedingt Zuschauer. Es kann aber auch ein imaginiertes oder reales Publikum in das Spiel einbeziehen. Die Darstellung kann sich auf eine wirklichkeitsgetreue Wiedergabe faktischer Geschehnisse beschränken. Sie kann aber auch mit bestimmten Intentionen verbunden sein, etwa lehrhaften Charakter annehmen, um auf die Geisteshaltung der Zuschauer Einfluss zu nehmen oder eine besinnliche Grundstimmung zu schaffen, und beispielsweise religiöse Rituale begleiten. Solchen Sinngebungen folgen schon Kinder im Spiel mit ihren Figuren in der Puppenstube.
Der französische Soziologe Roger Caillois sah in der „Nachahmung“ von bestimmten Signalen und Vorbildern eine von vier Grundkomponenten, die er als konstitutiv für die Spiele des Menschen ansah. In seinem 1958 erschienenen Werk „Les jeux et les hommes“ wählte er bei seiner Klassifizierung der Spiele dafür entsprechend den Begriff Mimikry (Maskierung). Der Spieltheoretiker Andreas Flitner spricht in Anlehnung an Caillois von vier „leitenden Interessen“, die Spielende zum Spielen motivieren und erwähnt ebenfalls die Imitation als einen Grundtypus und ein zentrales Anliegen der Spielenden: „Das Interesse an Verkleidung, Maskierung und Rollentausch (‚mimikry’) führt zu Darstellungs- und Rollenspielen, in denen man Mutter oder Ritter, Lokomotivführer oder Hamlet spielen kann.“
Bei der Absicht, eine Botschaft zu vermitteln, wird diese performativ in Sprache und Handlungen umgesetzt. Der Spielwissenschaftler Siegbert A. Warwitz verdeutlicht das am Beispiel des Puppenspiels und des Verkehrskasper: Im heutigen Verkehrstheater werden von den Kindern Figuren des täglichen Lebens mit ihrem Verhalten und deren Konsequenzen im Straßenverkehr vorgeführt und mit erzieherischen Absichten in einen Dialog der Akteure auf der Bühne mit den Zuschauern gestellt. „Die grundlegende Eigenschaft der Darstellungsspiele ist das Als-Ob.“ Es werden Situationen und Handlungsabfolgen konstelliert, die in der Realität so vorkommen könnten, im Spiel aber nur abgebildet sind. In der Verkehrserziehung hat das Als-Ob-Geschehen des Lehrtheaters den Vorteil, potenziell gefahrenträchtige Verhaltensweisen und Ereignisse veranschaulicht zu bekommen und mental durchspielen und erleben zu können, ohne einer Schädigungsmöglichkeit des realen Verkehrs ausgesetzt zu sein.

## Historisches
Historisch wird der Typus des Darstellungsspiels schon früh weltweit sichtbar. Er zeigt sich über den gesamten Globus verbreitet, bei den kultischen Spielen indigener Völker wie etwa der mittelamerikanischen Maya, in der Tradition der frühägyptischen Mysterienkulte der Pharaonen, in den antiken Ritualspielen Griechenlands und im Römischen Reich, in Form des in Südostasien verbreiteten indischen Ramayana-Epos und den Fastnachts- oder den Passionsspielen des europäischen Mittelalters.
Als Lehrtheater begleitet das Darstellungsspiel die europäische Kulturgeschichte von den dramaturgischen Vorstellungen des Aristoteles, der der Griechischen Trägodie eine reinigende Wirkung von seelischen Erregungszuständen zuschrieb, über die deutsche Klassik, in der Dramatiker wie Gotthold Ephraim Lessing oder Friedrich Schiller die Schaubühne als eine Institution moralischer Volksbildung verstanden bis in die Moderne, etwa der sozialkritischen Lehrstücke von Bertolt Brecht, mit denen Darsteller und Zuschauer miteinander in emotionaler Betroffenheit zu einer geistigen Auseinandersetzung geführt werden sollten.

## Bedeutung
Gesellschaftspolitisch kommt dem Darstellungsspiel eine breit gefächerte Bedeutung zu. Diese zeigt sich schon in den positiven Wirkungen auf die Selbstfindung im selbstgenügsamen freien Spiel des Kindes. Sie betrifft die Möglichkeit von Hilfestellungen bei seelischen Verletzungen oder physischen Problemen. Darstellungsspiel erweist sich als didaktisch wertvoll, da es in Form eines Lehrtheaters erzieherische und ethische Botschaften vermitteln kann. Es bietet schließlich auch die Möglichkeit, besinnliche Prozesse ethischer und religiöser Art zu pflegen und zu befördern.

### Freies Kinderspiel
Schon bei den einfachen Gesellschaftsspielen der Kinder wird die große Formenvielfalt des Darstellungsspiels erkennbar: Im freien Kinderspiel und auf Kinderfesten imitieren die Kinder in Gesten, Geräuschen und Handlungen Tiere, ahmen in „Vater-Mutter-Kind-Spielen“, Doktorspielen, Lehrerspielen oder Soldatenspielen das Verhalten und Leben der Erwachsenen nach, nehmen in Symbolspielen die Rollen von Märchengestalten, Filmhelden oder Fußballidolen ein. Im „Figurentheater“ oder im „Schattenspiel“ werden Tierbewegungen und Fantasiegebilde inszeniert, die zu Ratespielen herausfordern. In Handspielen mit bemalten Fingern und Handflächen oder mit Handpuppen des Kaspertheaters lassen sich Geschichten erzählen, lässt sich Erlebtes ausdrücken.
Im freien, von Erwachsenen unbeeinflussten Kinderspiel mit wenig vorstrukturiertem Spielzeug entfaltet die Fantasie der Kinder eine eigene Vorstellungswelt, in der gegenwärtige Erfahrungen mit dem eigenen Umfeld, aber auch Erwartungen, wie sich das Kind seine Erlebniswelt wünscht, zur Darstellung kommen. Der Kinderbuchautor Michael Ende hat mit der Figur der Momo und ihren Erfahrungen mit kommerziellem Spielzeug, in eine Geschichte eingebettet, eindrucksvoll beschrieben, wie Darstellungsspiel gelingen, aber auch misslingen und zu spielerischem Verdruss führen kann.

### Therapie
Dem Darstellungsspiel kommt auch im Umgang mit gewaltgeschädigten Kindern und verschüchterten Missbrauchsopfern eine große Bedeutung zu. Sowohl bei der Diagnose ihrer Traumata als auch bei der Therapie und Rehabilitation der Geschädigten ermöglicht das Darstellungsspiel den Zugang zu seelischen Verletzungen und entsprechend verschlossenen Kindern und ihre Behandlung. Die spielerische Darstellung erleichtert es empfindsamen Kindern, Erlebnisse zum Ausdruck zu bringen, die sie aus sprachlichen oder traumabedingten Gründen nicht zu artikulieren vermögen.
Kinder spielen sich auch selbsttätig von Ängsten frei, indem sie in ihrer Umwelt erfahrene Bedrohungen und Probleme aufnehmen und spielerisch umdeuten. Sie schlüpfen dabei in eine Rolle, in der versteckt sie ihre Befindlichkeit und Verletzlichkeit ausbreiten können, ohne die eigene Betroffenheit offenbaren und bekennen zu müssen: Die Als-Ob-Konstellation des Spiels ermöglicht es dem Kinde, die eigenen Verletzungen zu verschleiern, indem es die Puppe für sich sprechen und handeln lässt. Dazu braucht es keine Zuschauer. Hinter der Kasperlebühne verborgen, kann das schüchterne Kind auch vor Publikum nur über die der Handpuppe verliehene Stimme agieren, ohne das eigene Gesicht zeigen zu müssen.
In Altersheimen und bei der Senioren- und Demenzbetreuung wird das Darstellungsspiel eingesetzt, um den von innerer Vereinsamung bedrohten Pflegebedürftigen Anregungen zu bieten, aus sich herauszugehen und die innere Befindlichkeit, Interessen und Wünsche handlungsgestützt zum Ausdruck zu bringen: „Die Bedeutung der Darstellungsspiele im Herz- und Alterssport liegt in dem breiten Spektrum personaler Anforderungen, die hier gestellt werden.“

### Didaktik
Die hohe emotionale Ansprechbarkeit über ein Spielgeschehen nutzt auch das Lehrtheater. Im Puppenspiel vor und hinter einer Bühne oder in Sketchen lassen sich unterschiedliche Verhaltensweisen im Verkehr, in der Gesundheitspflege oder bei den Essenssitten veranschaulichen und kontrovers diskutieren. Das didaktisch ausgerichtete Darstellungsspiel will nicht nur unterhalten, sondern Erkenntnisse wachsen lassen und Verhalten verändern. Im Unterschied zum freien Kinderspiel und seinem beiläufigen Lernen hat es daher mit seinem intenzionalen Charakter und seinem systematischen Vorgehen hauptsächlich im pädagogischen Raum von Kindergarten, Schule und sozialerzieherischen Einrichtungen seinen Platz.

### Religion

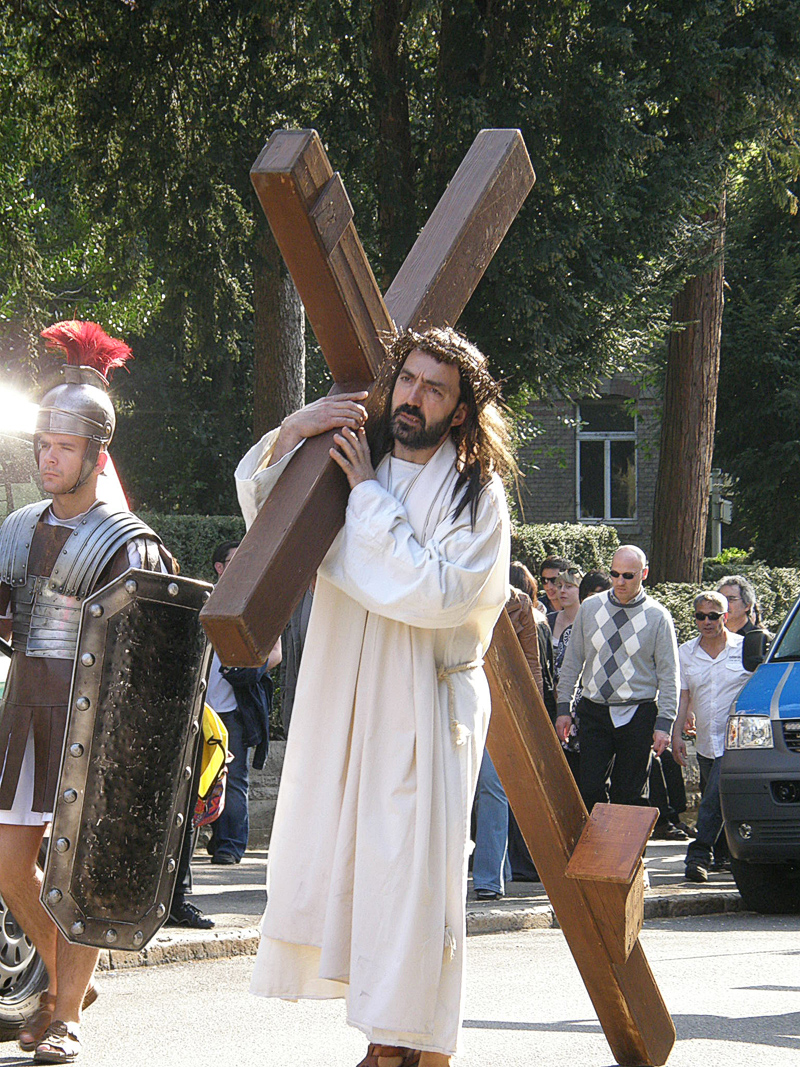
Karfreitagsprozession mit der Darstellung des Leidenswegs von Jesus (Stuttgart 2009)

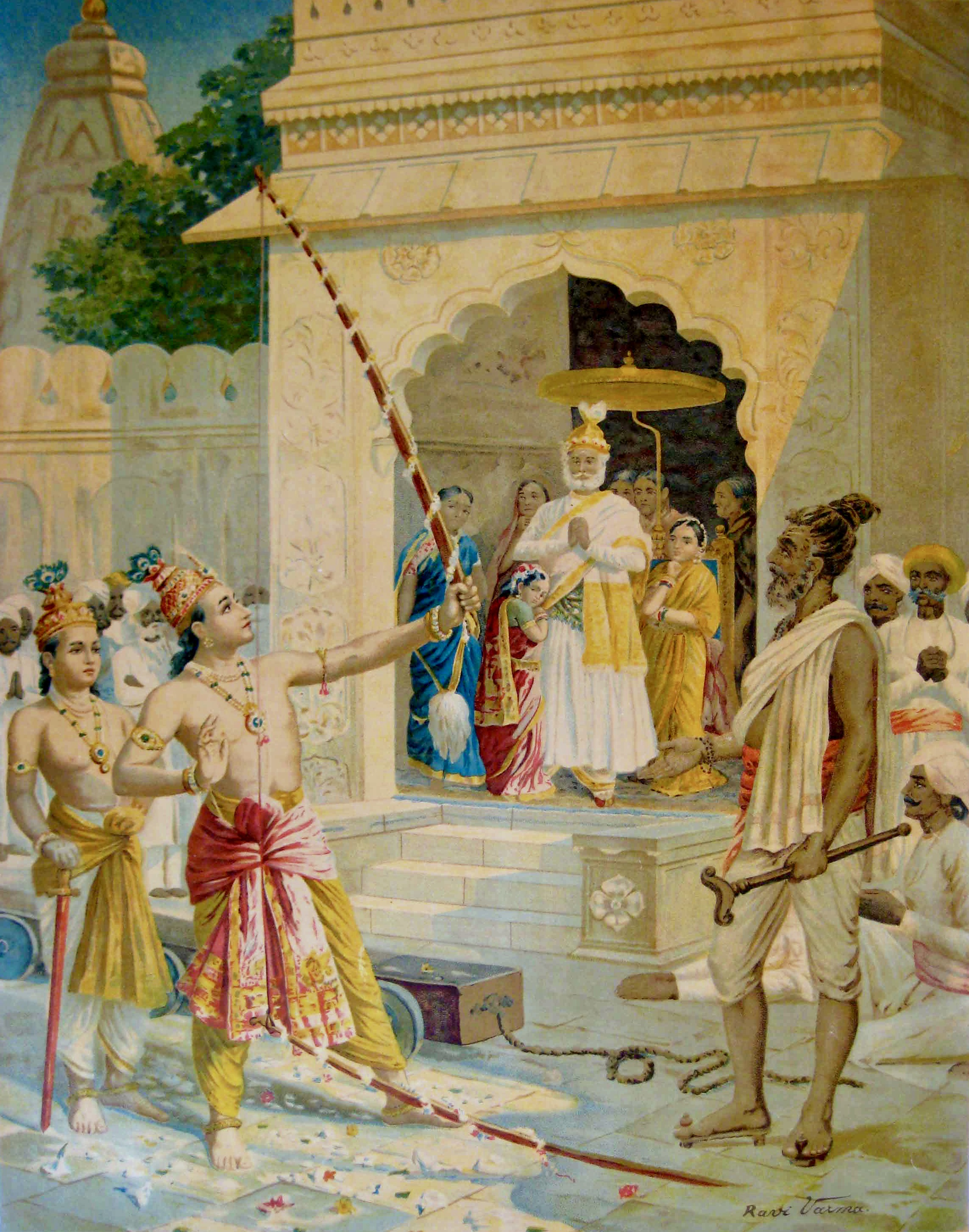
Rama gewinnt Sita durch Brechen von Shivas Bogen (Gemälde von Raja Ravi Varma, Indien, Anfang 20. Jahrh.)

Im religiösen Bereich werden Glaubensinhalte zu bestimmten Anlässen in kultischen Handlungen nach vorgegebenen Ritualen zelebriert, wobei das Gedenken an bestimmte Personen und Ereignisse der jeweiligen Glaubenslehre im Vordergrund steht. Die Zeremonien finden oft als Aufführungen in einem repräsentativen Rahmen statt. So lösen beispielsweise die Oberammergauer Passionsspiele mit der Darstellung der Leidensgeschichte Jesu traditionell alle zehn Jahre ein Gelübde ein, nachdem der Ort 1633 durch ein Glaubenswunder von der Pest befreit wurde. Das Tragen eines Kreuzes bei der Karfreitagsprozession auf der Via Dolorosa in Jerusalem zur Grabeskirche bedeutet für den Gläubigen ebenfalls das Ausüben und Darstellen eines Glaubensinhalts, bei dem er sich in der praktischen Nachfolge und im Gedenken an den Leidensweg Christi sieht.
Im indisch geprägten Kulturraum kommt der kultischen Aufführung des Mahabharata- und des Ramayana-Epos eine ähnliche Funktion traditioneller Besinnung auf die ethischen Werte der Glaubensgemeinschaft der Hindu zu: Sie handeln von dem Glück und Leid verehrter Gottheiten, etwa vom Schicksal des Prinzen Rama, Inkarnation des Gottes Vishnu, der in der Götterwelt der Hindu eine herausragende Rolle spielt.